# Konsztantyin Alekszejevics Ribnyikov
Konsztantyin Alekszejevics Ribnyikov (oroszul: Константи́н Алексе́евич Ры́бников; Sztanicja Luhanszka, 1913. augusztus 18. – Moszkva, 2004. augusztus 20.) szovjet-orosz matematikus, matematikatörténész, egyetemi docens, a Moszkvai Állami Egyetem professor emeritusa.

## Családja
Apai ágon ősei kozákok voltak.

## Élete
1929-ben, miután elvégezte középiskolai tanulmányait, a Rosztovi Állami Egyetemre akart menni tanulni, de jelentkezését elutasították. Ez után általános iskolában tanított. 1933-ban sikerült elérnie, hogy felvegyék a Moszkvai Állami Egyetemre először levelezői tagozatra, majd az első sikeres befejezése után nappalira. Moszkvába utazott, 1936-ban diplomázott, 1941. június 25-én megvédte doktori disszertációját. A II. világháború idején szakmai kiképzése után részt vett a harcokban, többek között az ostromlott Leningrádban. 1945-ben a moszkvai egyetem docenseként folytatta civil életét. 1959-ben megalapította és élete végéig vezette az egyetem matematika és mechanika történeti-módszertani tanszékét.
1968-ban a Tankönyvkiadó gondozásában megjelent magyar fordításban A matematika története című könyve (fordító: Oláh Gyula).

## Fordítás
- Ez a szócikk részben vagy egészben  a(z)   Рыбников, Константин Алексеевич című orosz Wikipédia-szócikk ezen változatának fordításán alapul.  Az eredeti cikk szerkesztőit annak laptörténete sorolja fel. Ez a jelzés csupán a megfogalmazás eredetét és a szerzői jogokat jelzi, nem szolgál a cikkben szereplő információk forrásmegjelöléseként.